# Erma EMP
Німецький пістолет-кулемет EMP ( Erma Maschinenpistole ), також відомий як MPE (Maschinenpistole Erma), вироблявся заводом Erma і базувався на конструкціях, придбаних у Генріха Фолмера . Пістолет випускався з 1931 по 1938 рік приблизно в 10 000 примірників (у трьох основних варіантах) і експортувався до Іспанії, Мексики, Китаю та Югославії, але також використовувався СС на національному рівні. Він випускався за ліцензією в Іспанії арсеналом Ла-Коруньї під позначенням M41 / 44.

## Історія
На початку 20-х років Волмер почав розробляти власні пістолети-кулемети. Його ранні моделі, названі VPG, VPGa, VPF та VMP1925, були досить схожими на MP18. VMP1925 мав дерев'яну рукоятку і живився барабанним магазином на 25 патронів. VMP1925 був таємно випробуваний рейхсвером разом із конкуруючими конструкціями від Schmeisser та Rheinmetall. (Верхським договором рейхсверу було заборонено мати на озброєнні пістолети-кулемети, хоча німецькій поліції було дозволено перевозити невелику кількість.) Vollmer отримав таємне фінансування для продовження розробки, і це призвело до створення VMP1926, який здебільшого відрізнявся від попередника зняттям охолоджувальної сорочки . Подальшою розробкою став VMP1928, який представив 32-круглий магазин коробки, що стирчав з лівого боку. Остаточним розвитком цієї серії став VMP1930. (Це також можна побачити на WTS.) Його компанія Vollmer Werke виготовила, однак, лише близько 400 з них, і більшість з них були продані Болгарії. Наприкінці 1930 р. Рейхсвер припинив фінансову підтримку Фолмера; отже, він продав права на всі свої проекти компанії, відомій як Erma Werke (що є абревіатурою від Erfurter Maschinenfabrik, Berthold Geipel GmbH). 
Пістолети-кулемети, які Erma почала продавати в 1932 році під назвами EMP (Erma Maschinenpistole) або MPE (Maschinenpistole Erma), в основному були просто VMP1930 з відновленою сорочкою охолодження. Хоча було кілька варіантів з різною довжиною ствола та прицільними пристосуваннями, виготовленими відповідно до вимог замовника, було виготовлено приблизно три основні варіанти: один із 30 см стволом, дотичного цільового прицілу та багнетичного наконечника, очевидно, продали Болгарії чи Югославії. Друга модель, яку іноді називали MP34, або "стандартна модель", мала 25 см ствола і відсутність багнета; задній приціл на них варіюється - деякі мали дотичний приціл, інші спрощений відкидний приціл "L". Третій варіант був в основному схожий в металевих частинах, але замінив цівку з MP-18-стилю основу з жолобком під пальці. Загалом, принаймні 10 000 з цих конструкцій, заснованих на Фолмері, були зроблені Ермою.  Вони були прийняті СС та німецькою поліцією, але також продані Мексиці, Югославії та Іспанії.  Під час громадянської війни в Іспанії ЕМП використовували як республіканці  і націоналісти . 
Навесні 1939 р. Велика кількість переможених іспанських республіканців втекла до Франції, де була роззброєна. Близько 3250 ЕМП, колись у власності цих бійців, опинилися на французькому складі в Клермон-Феррані . У французьких документах ЕМП зазвичай називались "Ерма – Фолмер". Французи випробували зброю і вирішили взяти її на озброєння для власної служби. Попереднє керівництво було надруковано французькою мовою як Provisoire sur le pistolet-mitrailleur Erma - Vollmer de 9mm, видане 26 грудня 1939 року та оновлене 6 січня 1940 року. Однак французи отримали лише близько 1540 придатних магазинів для цих гармат, тому лише 700-800 ЕМП були фактично роздані французьким військам, здебільшого, Мобільній жандармерії . Після того, як німці завоювали Францію, деякі ЕМП озброїли Легіон французьких добровольців проти більшовизму, який з часом став частиною дивізії СС Карла Великого . Цей відділ був практично знищений у лютому 1945 р. у Східній Пруссії, яка в даний час є частиною Польщі. На полях битв дивізії СС Карла Великого були знайдені численні ЕМП; на більшості цих гармат відсутні німецькі військові штампи чи клейма.  ЕМП, що прибули до німецьких рук французьким маршрутом, отримали позначення ( Fremdgerät ) 740 (f).  Придбані Югославією ЕМП використовувались як партизанами, так і четниками . 
У франкістській Іспанії ЕМП під  9-міліметровий патрона Ларго вироблявся місцево до середини 1950-х років. Він отримав позначення Модель 1941/44  або "субфузіл Корунья".  Під час війни Іфні вона мала слабкі результати . 

## Дизайн
Його важіль озброєння знаходиться праворуч. Корпус магазина, розміщений ліворуч, трохи нахилений вперед, щоб допомогти подавати боєприпаси. Зброя могла стріляти як в напівавтоматичному, так і в повністю автоматичному режимах.

## Вплив
Остаточна розробка в Erma відома як EMP 36. Це можна вважати проміжною моделлю між EMP та MP38 . Незважаючи на те, що багато деталей механізму були змінені з ЕМП, він зберіг основну робочу телескопічну пружину вольмерівської основи в основному без змін. Що стосується зовнішнього вигляду, то найбільш очевидні відмінності полягають у тому, що корпус магазина тепер був майже вертикальним, хоча все ще трохи похилений вліво та вперед. Запас твердої деревини був замінений на дерев’яний каркас та відкидний металевий приклад. Не зовсім зрозуміло, хто спроектував EMP 36, хоча зазвичай зараховують самого Бертольда Гейпеля. Очевидно, особливості нового дизайну стали результатом чергового таємного контракту з німецькою армією.  Телескопічна направляюча пружини циліндра EMP була збережена для Maschinenpistole 38 .

## Користувачі
- Болівія: використовував VMP1930 під час війни [12]
- Франція [13]
  - Франція Віші (невелика сума, видана Milice française ) [14]
- Республіка Китай [2]
- Мексика
- Норвегія: Норвезька штурмова група поліцейської служби (Statspolitiet) придбала в 1932 році 8 пістолетів-кулеметів VMP1930 [15]
- Іспанія
- Соціалістична Федеративна Республіка Югославія : у парабелумі 9 × 19 мм [16]

## Зовнішні посилання
- Музей Спрінгфілдської збройної одиниці №1712 [Архівовано 4 березня 2016 у Wayback Machine.]
- http://www.iwm.org.uk/collections/item/object/30029386 [Архівовано 19 квітня 2021 у Wayback Machine.]
- http://www.iwm.org.uk/collections/item/object/30029289 [Архівовано 17 квітня 2021 у Wayback Machine.]
- http://www.armeetpassion.com/ermavollmer.html [Архівовано 13 вересня 2019 у Wayback Machine.]
- https://archive.today/20130811141900/http://www.coebaleares.com/index.php/es/armamentocoe/subfusil-mod-c
- Більше фото [Архівовано 21 вересня 2020 у Wayback Machine.]
- Сучасна вогнепальна зброя